# Comuna Udaiți, Prîlukî
Udaiți (în ucraineană Удайці) este o comună în raionul Prîlukî, regiunea Cernihiv, Ucraina, formată din satele Polonkî și Udaiți (reședința).

## Demografie
Componența lingvistică a comunei Udaiți
     Ucraineană (97,81%)
     Rusă (1,91%)
     Alte limbi (0,29%)
Conform recensământului din 2001, majoritatea populației comunei Udaiți era vorbitoare de ucraineană (97,81%), existând în minoritate și vorbitori de rusă (1,91%).